# Lijf aan lijf
Lijf aan lijf is een Livealbum uit 1983 van de Nederlandse popgroep Doe Maar. Het was de eerste dubbel-lp en het eerste livealbum van de groep. De dubbel-lp kwam met een folder met foto's van de leden van de groep.
De nummers zijn opgenomen tijdens concerten in juni 1983 in Loosbroek, Goes, Assen, Tiel en Joure.
Kant twee van de tweede lp bevat een medley met de titel: Stukken Uit 'Doris Day En Andere Stukken'. De medley bestaat uit nummers van het album Doris Day en andere Stukken.

Bezetting:
Henny Vrienten - zang & basgitaar
Ernst Jansz - zang & toetsen
Jan Hendriks - gitaar & zang
Jan Pijnenburg - drums
Joost Belinfante - toeters, zang & bijgeluiden
Jakob Klaasse - toetsen en toeter
Tom Barlage - toeters

## Nummers
| Nr. | Titel                  | Schrijver(s)   | Duur |
| --- | ---------------------- | -------------- | ---- |
| 1.  | Doe maar net alsof     | Henny Vrienten | 5:40 |
| 2.  | Zoek het zelf maar uit | Ernst Jansz    | 4:20 |
| 3.  | O.K.                   | Henny Vrienten | 3:42 |
| 4.  | Heroïne                | Ernst Jansz    | 3:19 |
| 5.  | Is dit alles           | Henny Vrienten | 5:20 |

| Nr. | Titel                    | Schrijver(s)              | Duur |
| --- | ------------------------ | ------------------------- | ---- |
| 1.  | Radeloos                 | Henny Vrienten            | 5:32 |
| 2.  | Nooit meer slapen        | Ernst Jansz               | 5:15 |
| 3.  | Alles gaat voorbij       | Ernst Jansz, Jan Hendriks | 4:02 |
| 4.  | Je loopt je lul achterna | Henny Vrienten            | 7:20 |

| Nr. | Titel            | Schrijver(s)   | Duur |
| --- | ---------------- | -------------- | ---- |
| 1.  | Dansen met Alice | Ernst Jansz    | 3:10 |
| 2.  | Pa               | Henny Vrienten | 5:40 |
| 3.  | De bom           | Ernst Jansz    | 2:50 |
| 4.  | 1 nacht alleen   | Henny Vrienten | 5:31 |
| 5.  | Smoorverliefd    | Henny Vrienten | 3:44 |

| Nr. | Titel                      | Schrijver(s)   | Duur |
| --- | -------------------------- | -------------- | ---- |
| 1.  | Tijd genoeg                | Ernst Jansz    | 4:17 |
| 2.  | Doris Day                  | Henny Vrienten | 1:10 |
| 3.  | De laatste X               | Henny Vrienten | 1:45 |
| 4.  | Situatie                   | Ernst Jansz    | 0:47 |
| 5.  | Winnetoe                   | Jan Hendriks   | 1:32 |
| 6.  | Hé hé                      | Ernst Jansz    | 2:33 |
| 7.  | Bella Donna                | Jan Hendriks   | 1:01 |
| 8.  | Vergeet me                 | Henny Vrienten | 1:24 |
| 9.  | De eerste X                | Ernst Jansz    | 0:39 |
| 10. | Skunk                      | Henny Vrienten | 0:41 |
| 11. | Sinds 1 dag of 2 (32 jaar) | Henny Vrienten | 4:35 |